# ويليام إل. كيرك
ويليام إل. كيرك (بالإنجليزية: William L. Kirk)‏ هو ضابط أمريكي، ولد في 11 يوليو 1932 في لويزيانا في الولايات المتحدة، وتوفي في 26 أبريل 2017 في نايسفيل في الولايات المتحدة.